# Lord strażnik Tajnej Pieczęci Szkocji
Lord strażnik Tajnej Pieczęci (en. Lord Keeper of the Privy Seal), urzędnik Królestwa Szkocji, jeden z wielkich urzędników państwowych, opiekun Tajnej Pieczęci. Po raz pierwszy pojawia się za czasów króla Dawida II. Od 1922 r. urząd pozostaje nieobsadzony.

## Lista Lordów Strażników Tajnej Pieczęci
- 1424 – 1426: Walter Foote
- 1426 – 1432: John Cameron
- 1432 – 1442: William Foulis
- 1442 – 1458: William Turnbull
- 1458 – 1459: Thomas Spens
- 1459 – 1463: John Arouse
- 1463 – 1467: James Lindsay
- 1467 – 1470: THomas Spens
- 1470 – 1482: William Tulloch
- 1482 – 1483: Andrew Stuart
- 1483 – 1489: David Livingston
- 1489 – 1500: John z St Andrews
- 1500 – 1507: William Elphinstone
- 1507 – 1514: Alexander Gordon
- 1514 – 1519: David z Arbroath
- 1519 – 1526: George z Holyrood
- 1526 – ???? : George Crichton
- ???? - 1542: Robert Colvill
- 1542 – 1542: David Beaton
- 1542 – 1547: John Hamilton
- 1547 – 1552: William Ruthven, 2. lord Ruthven
- 1552 – 1563: Alexander Seton, 1. lord Fyvie
- 1563 – 1567: Richard Maitland
- 1567 – 1571: John Maitland, 1. lord Maitland of Thirlestane
- 1571 – 1581: George Buchanan
- 1581 – 1583: John Maitland, 1. lord Maitland of Thirlestane
- 1583 – 1595: Walter Stewart
- 1595 – 1626: Richard Cockburn
- 1626 – 1641: Thomas Hamilton, 1. hrabia Haddington
- 1641 – 1649: Robert Ker, 1. hrabia Roxburghe
- 1649 – 1660: John Gordon, 14. hrabia Sutherland
- 1660 – 1661: William Keith, 7. hrabia Marischal
- 1661 – 1672: Charles Seton, 2. hrabia Dunfermline
- 1672 – 1689: John Murray, 1. markiz Atholl
- 1689 – 1689: Archibald Douglas, 1. hrabia Forfar
- 1689 – 1689: John Keith, 1. hrabia Kintore
- 1689 – 1690: John Carmichael, 2. lord Carmichael
- 1690 – 1695: George Melville, 1. hrabia Melville
- 1695 – 1702: James Douglas, 2. książę Queensberry
- 1702 – 1705: John Murray, 1. książę Atholl
- 1705 – 1709: James Douglas, 2. książę Queensberry
- 1709 – 1713: James Graham, 1. książę Montrose
- 1713 – 1714: John Murray, 1. książę Atholl
- 1714 – 1715: John Ker, 1. książę Roxburghe
- 1715 – 1721: William Johnstone, 1. markiz Annandale
- 1721 – 1733: Archibald Campbell, 1. hrabia Ilay
- 1733 – 1763: James Murray, 2. książę Atholl
- 1763 – 1765: James Stuart-Mackenzie
- 1765 – 1765: lord Frederick Campbell
- 1765 – 1766: John Campbell, 3. hrabia Breadalbane i Holland
- 1766 – 1800: James Stuart-Mackenzie
- 1800 – 1811: Henry Dundas, 1. wicehrabia Melville
- 1811 – 1851: Robert Dundas, 2. wicehrabia Melville
- 1851 – 1853: vacat
- 1853 – 1874: Fox Maule-Ramsay, 11. hrabia Dalhousie
- 1874 – 1900: Schomberg Kerr, 9. markiz Lothian
- 1900 – 1907: Ronald Leslie-Melville, 11. hrabia Leven
- 1907 – 1922: Gavin Campbell, 1. markiz Breadalbane